# Following the Scent
Following the Scent è un cortometraggio muto del 1915 diretto da Sidney Drew.

## Produzione
Il film fu prodotto dalla Vitagraph Company of America.

## Distribuzione
Distribuito dalla General Film Company, il film - un cortometraggio in una bobina - uscì nelle sale cinematografiche statunitensi il 21 luglio 1915. La Favorite Films ne distribuì la riedizione il 1º aprile 1918.